# Vacas
Vacas ist eine Ortschaft im Departamento Cochabamba im südamerikanischen Andenstaat Bolivien.

## Lage im Nahraum
Vacas liegt in der Provinz Arani und ist zentraler Ort des Municipio Vacas. Die Ortschaft liegt in einem abflusslosen Hochbecken auf einer Höhe von 3469 m. Nahe dem Ort befindet sich der See Laguna Acero Khocha, der zusammen mit zwei anderen Seen des Beckens die Bäche und kleinen Flüsse aufnimmt, die von den bis über 4.200 m hohen Bergketten herabfließen.

## Geographie
Vacas liegt im nordwestlichen Teil der Cordillera Oriental, der östlichsten Gebirgskette des bolivianischen Hochgebirges. Das Klima der Region ist gekennzeichnet durch ein typisches Tageszeitenklima, bei dem die täglichen Temperaturschwankungen deutlicher ausgeprägt sind als die jahreszeitlichen Schwankungen.
Die Jahresdurchschnittstemperatur liegt bei 12 °C (siehe Klimadiagramm Vacas), die Temperaturen in den Wintermonaten Juni/Juli bei knapp 10 °C und im November/Dezember bei etwas mehr als 14 °C. Der Jahresniederschlag beträgt 550 mm und erreicht in den Sommermonaten von Dezember bis Februar Werte von 100 bis 120 mm, während in den ariden Monaten von Mai bis September nahezu kaum Niederschlag fällt.

## Verkehrsnetz
Vacas liegt in einer Entfernung von 84 Straßenkilometern südöstlich von Cochabamba, der Hauptstadt des gleichnamigen Departamentos.
Von Cochabamba führt die asphaltierte Nationalstraße Ruta 7 in südöstlicher Richtung 41 Kilometer bis San Benito, von dort eine unbefestigte Landstraße weiter nach Südosten über Punata nach Arani und weiter nach Vacas.

## Bevölkerung
Die Einwohnerzahl der Ortschaft ist in den vergangenen beiden Jahrzehnten um etwa ein Drittel angestiegen:
| Jahr | Einwohner | Quelle       |
| ---- | --------- | ------------ |
| 1992 | 586       | Volkszählung |
| 2001 | 650       | Volkszählung |
| 2012 | 757       | Volkszählung |
| 2024 |           | Volkszählung |

Die Region weist einen deutlichen Anteil an Quechua-Bevölkerung auf, im Municipio Vacas sprechen 99,3 Prozent der Bevölkerung Quechua.